# Château de Portes
 (mai 2022).
Si vous disposez d'ouvrages ou d'articles de référence ou si vous connaissez des sites web de qualité traitant du thème abordé ici, merci de compléter l'article en donnant les références utiles à sa vérifiabilité et en les liant à la section « Notes et références ».
Le château de Portes est un château fort, du début du XIe siècle, qui se dresse sur la commune française de Portes, dans le département du Gard, en région Occitanie.
Le château de Portes est situé au passage du col éponyme, à 577 mètres d'altitude. Il surveillait l’ancien chemin (ou voie) dit de Regordane, qu’empruntaient les pèlerins de Saint-Gilles sur dix lieues. Sa position stratégique offre un vaste panorama du Mont Lozère aux Alpes.
Il est classé monument historique en 1984 et a été fait Ambassadeur du Parc National des Cévennes, Patrimoine mondial de l’Humanité, depuis 2011.

## Historique
L’érection de ce monument est intiment liée à l'usage ancestral de ce chemin. En effet, depuis l'antiquité, transite de nombreuses marchandises entre le massif central et l'arc méditerranéen. La récente découverte sur Alès d'une villa gallo-romaine avec de riches décorations semble attester de ces commerces. L'exploitation minière de cette région, notamment le fer et l'argent, pourrait remonter à la période d'expansion Phénicienne. 
À ce jour, aucun document ne permet de dater le début de la construction. Aucun vestige ne permet d'identifier un éventuel castrum. Il serait cohérent de penser à une évolution progressive du bâti à partir d'une tour carrée unique ou entourée de dépendances, ceci dans l'objectif d'abriter quelques hommes de garde et de pouvoir prélever un péage. 
Sa première mention date du XIe siècle, il pourrait être édifié à l'initiative de Raymond Ier d'Anduze (env. 1047-1114), premier seigneur de Portes connu.
Propriété de la Maison d'Anduze, il aboutit à Guillaume de Châteauneuf-Randon par la succession de son grand-père maternel Bernard VIII d'Anduze.
Raymond Guilhem de Budos, neveu du pape Clément V, achète le 13 février 1321 à Guillaume de Randon, seigneur de Luc, la baronnie des Portes-Bertrand. Il agrandit le château du XIIIe siècle et le flanque d’au moins deux tours. En 1384, Thibaud de Budos récupère le château, enlevé à son père André qui avait pris le parti des Anglais au début de la Guerre de Cent Ans. Le château est agrandi tout au long des XVe et XVIe siècles.
Durant les Guerres de Religion, les Budos font partie des seigneurs de la région qui rejoignent la Ligue. En récompense de ses services Jacques Ier voit sa terre érigée en vicomté (février 1583), et reçoit le collier des ordres du Roi. C'est à cette époque que le château fort fut largement remanié, afin de l'adapter aux nouveaux usages militaires : glacis, barbacane, création de plate-forme d'artillerie, et surtout élévation du bastion sud-est, dans les années 1570-80.
La seigneurie devient de plus en plus riche et puissante jusqu’à ce que la régente Marie de Médicis (mère de Louis XIII) l'érige en marquisat en faveur d’Antoine Hercule de Budos (fils de Jacques Ier) par lettres de décembre 1613. Son frère Balthazar est évêque d’Agde, une de ses sœurs, Louise est duchesse de Montmorency, une autre, abbesse de l’abbaye aux Dames de Caen. Maréchal de camp, il est tué au siège de Privas en 1629.
La maison de Budos s'éteint avec sa fille, Marie-Felice, qui laisse le château en héritage à son neveu, le Prince de Conti, en 1693. Son descendant le vendra à Louis XVI en 1781.
À la Révolution, le bien est nationalisé. Puis il est vendu à six reprises.
En 1841, la famille de La Vernède en fait l’acquisition. Elle restaure le monument qui manquait d'entretien.
À la suite de l’exploitation intensive des mines de charbon lors de la Première Guerre Mondiale (le Nord et l'Est étant occupés) le sous-sol de Portes s'effondre en partie, provoquant des désordres structurels sur le château et le village. Évacué en 1929, le village est rasé en 1933 et reconstruit de l'autre côté de la colline.
Vers 1960, les galeries et cavités sont comblées sous le château, ce qui le stabilise. Mais la ruine de la partie médiévale est importante. En 1969, les Portois se mobilisent pour tenter de sauver l'édifice. Et en 1972, l'association "Renaissance du Château de Portes" est créée afin de le sauver d'une ruine définitive,.
Il est classé monument historique en 1984.
Le château constitue un témoignage architectural exceptionnel en raison de son éperon à 49 degrés, en forme de proue de navire, qui lui a valu le surnom de « vaisseau en Cévennes ».
Au XXIe siècle, le château est la propriété des héritiers de la famille Coquebert de Neuville.

## Description
Le site permet d'apprécier les modes et techniques de constructions fortifiées à travers 6 siècles.

## Renaissance du château

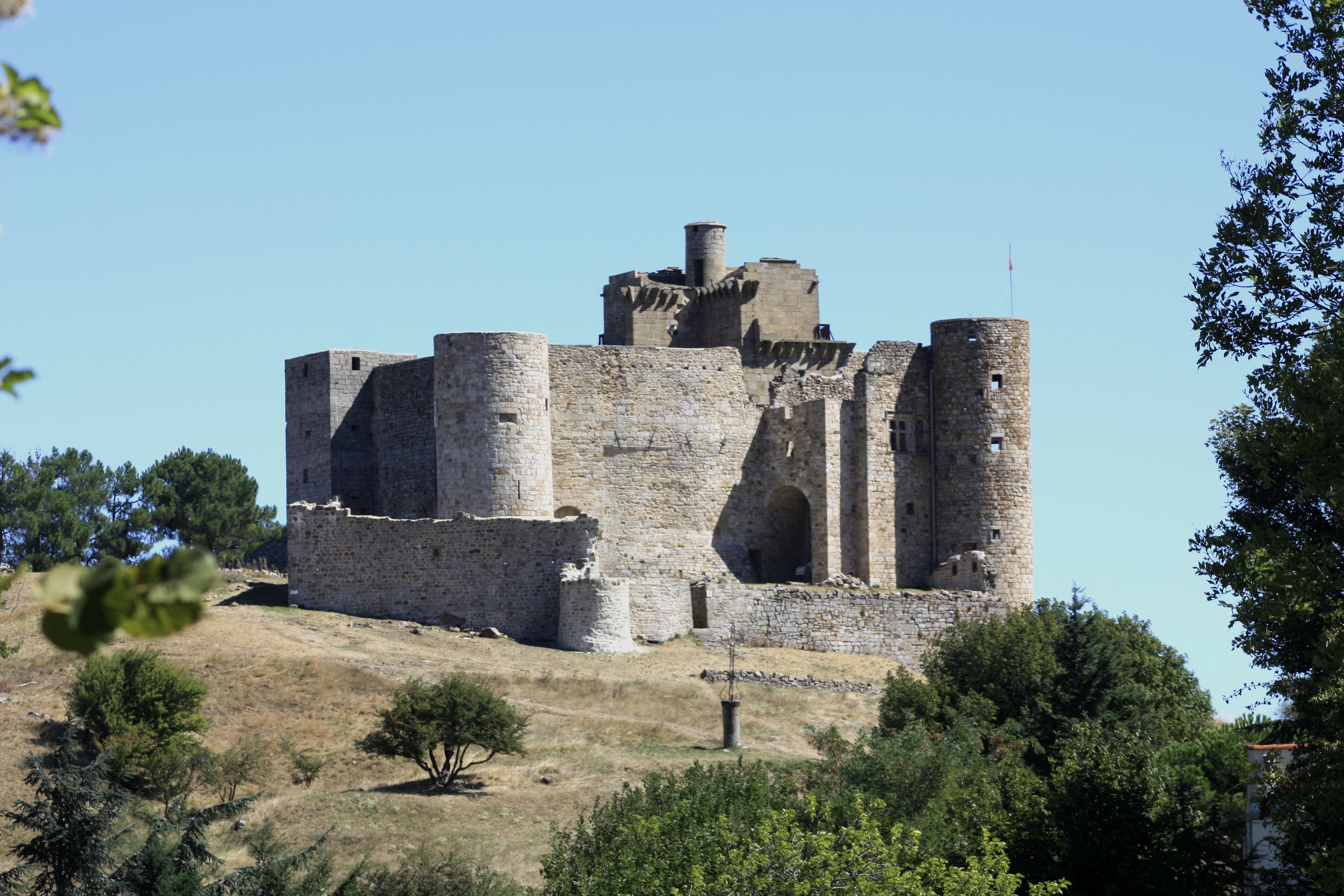

- Le monument est géré par l'association loi de 1901 à but non lucratif « Renaissance du Château de Portes » (RCP), affiliée à l’Union Rempart. Le château, effondré en partie au tournant des années 1930, est restauré grâce à des chantiers de bénévoles lors de missions d'éducation populaire[6].
- Le château est ouvert à la visite du printemps à l'automne. Des expositions, des animations pédagogiques et des événements culturels y sont également organisés[7].